# هرملی، تگزاس
هرملی (به انگلیسی: Hermleigh) یک منطقهٔ مسکونی در ایالات متحده آمریکا است که در شهرستان اسکوری، تگزاس واقع شده‌است. هرملی ۲۳٫۵ کیلومتر مربع مساحت و ۳۴۵ نفر جمعیت دارد و ۷۴۴ متر بالاتر از سطح دریا واقع شده‌است.